# Майдере
Майдере — в алтайской мифологии — богатырь, сотворенный Ульгенем, и поставленный им главным управителем мира, повелев ему властвовать над всем в мире, ведать судьбами людей.
Майдере сотворил первую женщину так же, как Ульгень творил его самого. Кости её он сделал из камыша, а тело из глины, и, чтобы его творение не распалось, Майдере скрепил его при помощи особой травы эргын-элэн. Эту траву он измял в ладонях, дунул в неё, и сотворилась змея, которой он перевил тело женщины. Стеречь своё творение он поручил собаке, но пришёл Эрлик, в тот момент, когда Майдере отлучился, соблазнил собаку шубой и едой и оживил женщину. Он дунул ей в нос и уши и таким образом вложил в неё душу и ум. Но человек этот был не таким, каким ему надлежало быть. Душа у женщины была злобная, подобно змее, ум непостоянный, так что никто из сотворенных Ульгенем мужчин не захотел взять её в жены. Майдере прогнал Эрлика и народ, народившийся от этой женщины, вместе с нею в землю, находящуюся между двумя морями, где не светит ни солнце, ни луна. Сам Майдере удалился на Золотую гору (Алтын-туу) и взял в помощники трех из семи сотворенных Ульгенем человек, которых он сделал своими помощниками и писарями. Имя Майдере может быть сопоставлено с известным буддийским персонажем — грядущим буддой Майтреей.